# Effetto Ganzfeld
L'effetto Ganzfeld (dal tedesco "campo completo"), o privazione percettiva, è un fenomeno di percezione causato dall'esposizione a un campo di stimolazione uniforme e non strutturato.  L'effetto è dovuto al fatto che il cervello umano amplifica il rumore neurale al fine di cercare i segnali visivi mancanti.  Il rumore viene interpretato nella corteccia visiva superiore e può provocare allucinazioni.
L'effetto è stato studiato partendo dalla visione che si ha quando si fissa un campo di colore indifferenziato e uniforme. L'effetto visivo è descritto come perdita della vista nei casi in cui il cervello interrompe il segnale immutabile che riceve dagli occhi. Il risultato è "vedere il nero", cioè un apparente senso di cecità. Un campo di stimolazione tremolante fa apparire invece trame e colori geometrici, e questo è il principio di funzionamento delle macchine della mente e della Dreamachine. L'effetto Ganzfeld può anche suscitare percezioni allucinatorie in molte persone, oltre a uno stato alterato di coscienza. La generazione spontanea di immagini rispecchia l'architettura e attività intrinseca corticale, il cui significato funzionale è teorizzato alla luce delle teorie del predictive coding.
L'induzione Ganzfeld in più sensi oltre che sulla vista è chiamata Ganzfeld multimodale. Questo di solito viene provocato indossando, oltre ad occhiali che trasmettono segnali visivi come quelli sopra citati, anche cuffie con uno stimolo sonoro uniforme. Il Ganzfeld multimodale si è dimostrato indurre una ridotta connettività funzionale talamocorticale (indizio di una prevalenza di segnali top down rispetto a input sensoriali bottom up), esattamente al contrario delle alterazioni indotte da psichedelici, che mostrano un incremento di scarica talamica.
Un effetto correlato è la deprivazione sensoriale, sebbene in questo caso lo stimolo sia ridotto al minimo anziché non strutturato. Le allucinazioni che compaiono in una prolungata deprivazione sensoriale sono simili alle percezioni elementari causate dal Ganzfeld luminoso e includono sensazioni transitorie di lampi o colori di luce. Le allucinazioni causate dalla privazione sensoriale possono, come le allucinazioni indotte da Ganzfeld, trasformarsi in scene complesse.
William G. Braud con Charles Honorton furono i primi ad utilizzare la procedura di Ganzfeld anche in campo parapsicologico.

## Storia
Negli anni '30, una ricerca dello psicologo Wolfgang Metzger rilevò che, quando i soggetti guardavano in un campo visivo privo di caratteristiche, provavano allucinazioni e i loro elettroencefalogrammi cambiavano. 
L'effetto Ganzfeld è stato segnalato fin dall'antichità: i seguaci di Pitagora si ritiravano in caverne nere come la pece per stimolare visioni attraverso le quali si sarebbero avvicinati alla saggezza. In vari casi i minatori intrappolati a causa di incidenti nelle gallerie hanno riferito di allucinazioni e visioni dopo essere stati al buio per giorni. Gli esploratori dell'Artico, che per lungo tempo non vedevano altro che un paesaggio dominato dal biancore uniforme della neve, hanno anch'essi riferito di allucinazioni e fatto esperienza di uno stato mentale alterato.